# تپه بلیین ۲
تپه بلیین ۲ مربوط به دوره نوسنگی ـ قرون میانه دوره اسلامی است و در شهرستان ایلام، بخش مرکزی، دهستان میش خاص، روستای بلیین واقع شده است. این اثر در تاریخ ۳۰ دی ۱۳۸۵ با شمارهٔ ثبت ۱۶۹۴۴ به عنوان یکی از آثار ملی ایران به ثبت رسیده است.